# Stollberg
Stollberg je grad u okrugu Erzgebirgskreis, u Slobodnoj državi Saskoj, Njemačka. Nalazi se 20 km istočno od Zwickaua, i 17 km jugozapadno od Chemnitza.

## Gradovi partneri
- Montigny-en-Gohelle, Francuska
- Nördlingen, Njemačka
- Tamási, Mađarska

## Vanjske poveznice
|  | Zajednički poslužitelj ima još gradiva o temi Stollberg |

- Službene stranice